# Гюнтер Ван Ганденговен
Гюнтер Ван Ганденговен (фр. Gunter van Handenhoven, нар. 16 грудня 1978) — бельгійський футболіст, що грав на позиції лівого півзахисник.

## Клубна кар'єра
Народився 16 грудня 1978 року в родині бельгійця та конголезки. Розпочав займатись футболом у рідному місті у клубі «Сінт-Ніклас», а хгодом потрапив у академію «Мехелена».
У дорослому футболі дебютував 1996 року виступами за «Мехелен», в якому провів один сезон, взявши участь у 3 матчах чемпіонату, а його команда за підсумками сезону 1996/97 покинула вищий дивізіон. Тим не менш Гюнтер залишився у бельгійській еліті і протягом наступного сезону 1997/98 років захищав кольори клубу «Гент», забивши за нього свої перші голи на найвищому рівні.
Своєю грою за останню команду привернув увагу представників тренерського штабу французького клубу «Мец», до складу якого приєднався 1998 року. Відіграв за команду з Меца наступні п'ять сезонів своєї ігрової кар'єри, втім здебільшого виконував роль дублера. У грудні 2001 року він отримав травму правого коліна, залишившись поза грою на півроку. Тим не менш, у сезоні 2001/02 він отримав пропозицію про продовження контракту до 2005 року. Втім коли клуб вилетів до Ліги 2 у 2002 році, було прийнято рішення відпустити Ван Ганденговена, у якого була висока зарплата.
Ван Ганденговен повернувся у «Гент», але цього разу стати важливим гравцем команди не зумів і в подальшому грав за інші клуби вищого дивізіону Бельгії «Лув'єрваз» та «Локерен», де теж не був основним гравцем, а у 2007 році через скандал із корупцією взагалі отримав 6-місячну дискваліфікацію, через що грав за рідний клуб «Сінт-Ніклас» у третьому за рівнем дивізіоні країни.
У червні 2007 року він переїхав до Катару, де став гравцем «Аль-Аглі» і виступав під керівництвом свого співвітчизника Піта Демола.
У 2008 році 29-річний Ван Ганденговен повернувся до Бельгії і підписав контракт на два сезони з «Руселаре». Через серйозну травму Гюнтер зіграв лише у 10 іграх чемпіонату і після сезону 2008/09 вирішив завершити професіональний футбол. Потім він грав ще рік за команду четвертого дивізіону «Вілрейк» і у травні 2010 року остаточно завершив кар'єру гравця.

## Виступи за збірну
У складі юнацької збірної Бельгії (U-20) був учасником молодіжного чемпіонату світу 1997 року в Малайзії, де взяв участь у 3 іграх, відзначившись 3 забитими голами і допоміг команді вийти з групи, де у першому ж раунді бельгійці були розбиті Бразилією з рахунком 0:10.

## Особисте життя
Гюнтер — старший брат співачки та телеведучої Сандрін Ван Генденховен. У червні 2008 року він одружився в Генті з моделлю та колишньою міс Бельгії Анн Ван Елсен і у пари через два роки народилась дочка. У 2012 році Ван Ганденговен та Ван Елсен розлучилися.